# إيملي آن روبرتس
إيملي آن روبرتس (بالإنجليزية: Emily Ann Roberts)‏ هي كاتبة غنائية أمريكية، ولدت في 23 أكتوبر 1998 في نوكسفيل في الولايات المتحدة.

## وصلات خارجية
- إيملي آن روبرتس على موقع ميوزك برينز (الإنجليزية)
- إيملي آن روبرتس على موقع ديسكوغز (الإنجليزية)